# Nordens dag

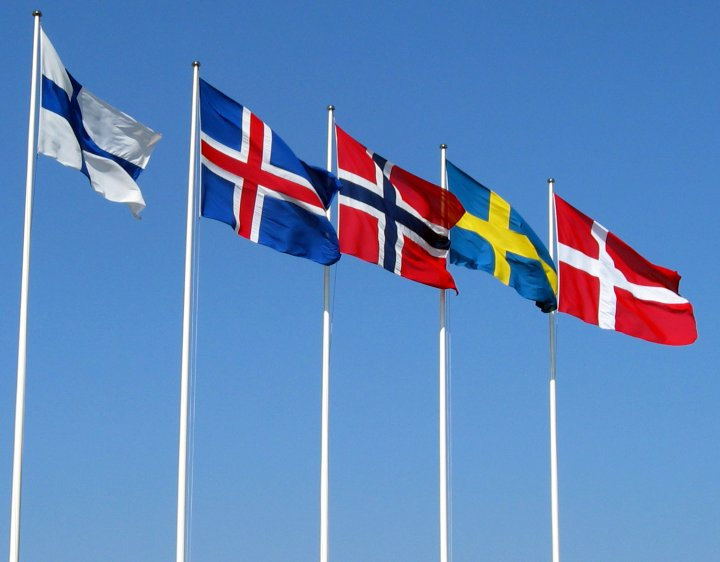
Nordiska flaggor.

Nordens dag är en temadag som firas den 23 mars. Valet av dag sammanhänger med undertecknandet av Helsingforsavtalet år 1962.
Den 23 mars 1962 skrev Danmark, Finland, Island, Norge och Sverige under en samarbetsöverenskommelse i Helsingfors. Syftet med Helsingforsavtalet var att fördjupa samarbetet mellan de nordiska länderna på olika områden. Avtalet trädde i kraft den 1 juli samma år.
Svanen användes första gången på en affisch för Nordens dag 1936. Svanen symboliserar de nordiska ländernas samarbete och loggan är den officiella loggan för nordiskt samarbete, Nordiska rådet och Nordiska ministerrådet.